# Louise Henry (Schauspielerin)
Louise Henry (gebürtig Jessie Louise Heiman; * 14. Juni 1911 in Syracuse, New York; † 17. Februar 1967 in New York City) war eine US-amerikanische Schauspielerin.

## Leben
Louise Henry war die Tochter von Jesse Heiman und dem Vaudevillestar Louise Henry Heiman (1888–1940). Sie war Einzelkind und begleitete ihre Mutter auf deren Europatourneen, wo sie Schauspiel und Tanz lernte. 1933 zog sie nach Los Angeles, wo sie als Bühnennamen den ihrer Mutter wählte und ab 1934 bei MGM unter Vertrag stand. Ihr erfolgreichstes Jahr hatte sie 1935, als sie in neun Spielfilmen zu sehen war und an der Mystery-Komödie Was geschah gestern? am Drehbuch mitarbeitete. Gegen Ende ihrer kurzen Hollywood-Karriere trat sie in zwei Produktionen der Kriminalfilmreihe Charlie Chan auf.
Nachdem Henry ihren auslaufenden Vertrag nicht verlängerte, kehrte sie nach New York zurück, wo sie den Anwalt Samuel Robert Weltz senior heiratete. In Syracuse organisierte sie einen Schauspielkurs, während sie parallel mit ihrem Mann in Manhattan und Elberon, New Jersey, lebte. Sie ist die Stiefurgroßmutter der Schauspielerin India Ennenga.

## Filmografie
- 1934: Paris Interlude
- 1934: Gauner auf Urlaub (Hide-Out)
- 1934: Heirate nie beim ersten Mal (Forsaking All Others)
- 1935: Ein Arzt für alle Fälle (Society Doctor)
- 1935: Das Rätsel von Zimmer 309 (One New York Night)
- 1935: The Casino Murder Case
- 1935: Die öffentliche Meinung (Reckless)
- 1935: No More Ladies
- 1935: Calm Yourself
- 1935: Der elektrische Stuhl (The Murder Man)
- 1935: King Solomon of Broadway
- 1935: Was geschah gestern? (Remember Last Night?)
- 1935: In Old Kentucky
- 1936: Der letzte Gangster (Exclusive Story)
- 1936: End of the Trail
- 1937: The Hit Parade
- 1937: Charlie Chan am Broadway (Charlie Chan on Broadway)
- 1937: There Goes the Groom
- 1937: 45 Fathers
- 1938: The Gaunt Stranger
- 1939: Charlie Chan in Reno